# Condé-en-Normandie
Condé-en-Normandie é uma comuna francesa na região administrativa da Normandia, no departamento de Calvados. Estende-se por uma área de 62,98 km². Em 2010 a comuna tinha 6 800 habitantes (densidade: 108 hab./km²).
A municipalidade foi estabelecida em 1 de janeiro de 2017 e consiste na fusão das antigas comunas de Condé-sur-Noireau, La Chapelle-Engerbold, Lénault, Proussy, Saint-Germain-du-Crioult e Saint-Pierre-la-Vieille. A comuna tem sua prefeitura em Condé-sur-Noireau.